# Chyłka
Chyłka – polski serial kryminalno-obyczajowy udostępniany na platformie VOD Player od 26 grudnia 2018 roku do 4 stycznia 2022 roku oraz emitowany na antenie TVN od 30 marca 2019 roku do 3 kwietnia 2023 roku, oparty na powieściach Remigiusza Mroza o prawniczce Joannie Chyłce.
Pierwszy sezon serialu nosił nazwę „Chyłka. Zaginięcie”, drugi „Chyłka. Kasacja”, trzeci „Chyłka. Rewizja”, natomiast czwarty nazwano „Chyłka. Inwigilacja”. Piąty nosi tytuł „Chyłka. Oskarżenie”. Piąta transza stanowi finałową serię. W listopadzie 2021 roku platforma Player zapowiedziała powstanie dokumentu o "ogólnopolskim fenomenie Chyłki", a 13 grudnia dokument został udostępniony na grupie społecznościowej platformy Player. W projekcie udział wzięli aktorzy z obsady, producenci, reżyser, a także osoby z fanclubu serialu (w tym Joanna Mordak i Natalia Woźniak).

## Fabuła
Joanna Chyłka (Magdalena Cielecka) jest bezkompromisową prawniczką. Po tym, jak znika trzyletnia Nikola Szlezyngier (Milana Glinka), a policja nie jest w stanie odnaleźć dowodów wskazujących na porwanie, wraz z aplikantem Kordianem Oryńskim (Filip Pławiak) podejmuje się obrony rodziców dziewczynki (Katarzyna Warnke, Michał Żurawski), którzy są głównymi podejrzanymi o zaginięcie dziecka.
Prawnicy z kancelarii Żelazny & McVay bronią w sądzie Piotra Langera Juniora (Jakub Gierszał), oskarżonego o wyjątkowo brutalne morderstwo. Jego ojciec, bogaty i wpływowy przedsiębiorca (Artur Żmijewski), ma żądanie, by sprawą zajęła się Joanna Chyłka wraz z Kordianem Oryńskim. Prawnicy mają wiele pytań, jednak oskarżony nie chce współpracować.
Chyłka pogrzebała swoją karierę i utrzymuje się z udzielania porad prawnych, a w czasie wolnym pije. Pewnego dnia poznaje Bukano (Wojciech Zieliński) – Roma, którego żona i córka zostały bestialsko zamordowane. Chyłka podejmuje się pomóc mężczyźnie w załatwieniu formalności związanych z polisą. Okazuje się, że polisa opiewa na wysoką kwotę i została wykupiona w Salusie, firmie, której interesy reprezentuje kancelaria Żelazny & McVay, a dokładniej – Lew Buchelt (Mariusz Bonaszewski) i jego nowy aplikant Kordian Oryński.
Chyłka nie ma wątpliwości, że Piotr Langer junior jest zdolny do wszystkiego. Po wydarzeniach opisanych w cymelium pod wpływem Langera prawniczka wraca do kancelarii. Zgłaszają się do niej rodzice zaginionego przed laty Przemka (Nikodem Rozbicki). Ten jest oskarżony o terroryzm, wypiera się swoich rodziców i przedstawia się jako Fahad Al-Jassam. Chyłka mierzy się także z Olgierdem Paderbornem (Szymon Piotr Warszawski), prokuratorem, który nie przegrał żadnej sprawy w życiu.
Chyłka dochodzi do siebie po brutalnym ataku nacjonalistów pod sądem. Tymczasem telefonuje do niej ksiądz Mieleszko (Witold Dębicki). Prosi ją o to, aby zajęła się dawno zamkniętą sprawą legendy Solidarności, Tesarewicza (Adam Ferency), skazanego za zabójstwo czwórki dzieci. W sprawie pojawiły się nowe dowody. Do kraju powraca także Piotr Langer Junior z coraz większą obsesją na punkcie prawniczki. Przez jego wpływ sprawa komplikuje się coraz bardziej, a „Zordon” trafia do aresztu, w którym czeka na niego chętny zemsty „Siwowłosy” (Olgierd Łukaszewicz).

## Obsada

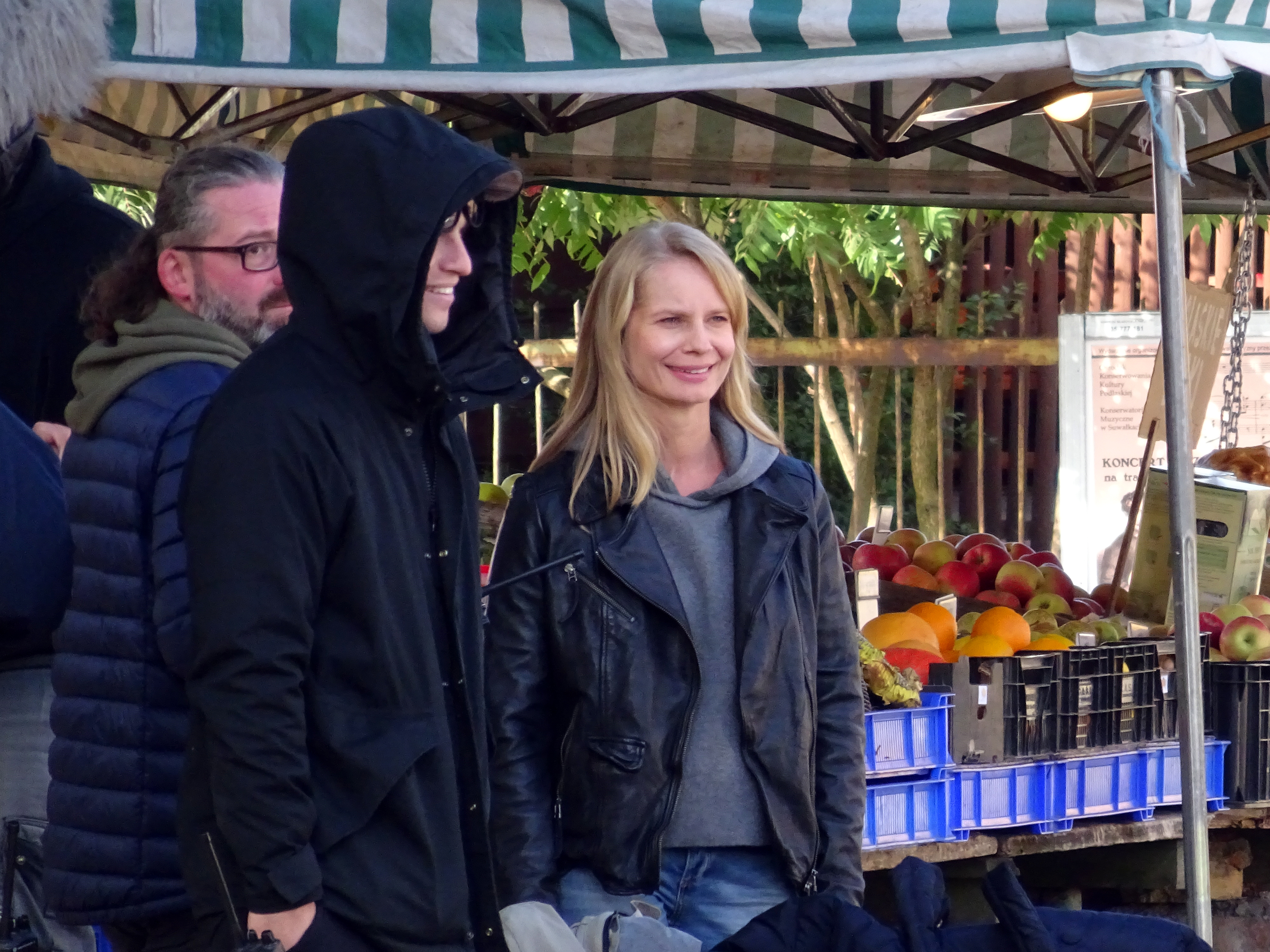
Magdalena Cielecka, odtwórczyni roli tytułowej mecenas Joanny Chyłki, na planie serialu.

| Aktor                   | Rola                                      | Lata występowania              |
| ----------------------- | ----------------------------------------- | ------------------------------ |
| Magdalena Cielecka      | mecenas Joanna Chyłka                     | 2018-2022 (serie 1–5)          |
| Filip Pławiak           | Kordian Oryński „Zordon”                  | 2018-2022 (serie 1–5)          |
| Jakub Gierszał          | Piotr Langer junior                       | 2018-2022 (serie 1–5)          |
| Piotr Żurawski          | „Kormak”                                  | 2018-2022 (serie 1–5)          |
| Szymon Bobrowski        | Artur Żelazny                             | 2018-2022 (serie 1–5)          |
| Jacek Koman             | Harry McVay                               | 2018-2021 (serie 1–4)          |
| Olga Bołądź             | Magda, siostra Chyłki                     | 2018-2021 (serie 1–4)          |
| Helena Zawistowska      | Daria, córka Magdy                        | 2018-2021 (serie 1–4)          |
| Ireneusz Czop           | komisarz Szczerbiński                     | 2019–2022 (serie 2–5)          |
| Szymon Piotr Warszawski | prokurator Olgierd Paderewski „Paderborn” | 2021–2022 (serie 4–5)          |
| Cezary Pazura           | Feliks                                    | 2021–2022 (serie 4-5)          |
| Piotr Stramowski        | mecenas Adam Kosmowski                    | 2018 (seria 1)                 |
| Katarzyna Warnke        | Angelika Szlezyngier                      | 2018 (seria 1)                 |
| Michał Żurawski         | Dawid Szlezyngier                         | 2018 (seria 1)                 |
| Piotr Głowacki          | prokurator Zbigniew Aronowicz             | 2018 (seria 1)                 |
| Andrij Zhuravsky        | Sakrat Tatrnikow                          | 2018 (seria 1)                 |
| Mirosław Baka           | Antoni Ekiel                              | 2018 (seria 1)                 |
| Mirosław Haniszewski    | „Wito”                                    | 2018 (seria 1)                 |
| Artur Żmijewski         | Piotr Langer sr                           | 2018–2019, 2022 (serie 1–2, 5) |
| Jerzy Schejbal          | Filip Obertał, ojciec Joanny i Magdy      | 2018–2021 (serie 1–4)          |
| Maciej Mikołajczyk      | sierżant Jacek Satanowski                 | 2018 (seria 1)                 |
| Milana Glinka           | Nikola Szlezyngier                        | 2018 (seria 1)                 |
| Katarzyna Hołtra        | sekretarka Monia                          | 2018–2020 (serie 1-3)          |
| Agnieszka Czekańska     | sędzia                                    | 2018–2020 (serie 1–3)          |
| Olgierd Łukaszewicz     | „Siwowłosy”                               | 2019, 2021–2022 (serie 2, 5)   |
| Marcin Bosak            | prokurator Karol Rejchert                 | 2019, 2021–2022 (serie 2, 5)   |
| Tomasz Schuchardt       | „Gorzym”                                  | 2019 (seria 2)                 |
| Cezary Łukaszewicz      | doktor Maciej Roske                       | 2019 (seria 2)                 |
| Milena Suszyńska        | Agnieszka Powirska, sąsiadka Langera jr   | 2019 (seria 2)                 |
| Wojciech Zieliński      | Robert Horwat „Bukano”                    | 2019–2020 (serie 2-3)          |
| Antoni Pawlicki         | Krzysztof Piotrowski, prezes „Salusa”     | 2020 (seria 3)                 |
| Mariusz Bonaszewski     | mecenas Lew Buchelt                       | 2020 (seria 3)                 |
| Małgorzata Klara        | prokurator Maria Zakierska                | 2020 (seria 3)                 |
| Marek Pyś               | Miecio, sąsiad Chyłki                     | 2020-2021 (serie 3-4)          |
| Lech Dyblik             | sąsiad Chyłki                             | 2020-2021 (serie 3-4)          |
| Marta Ścisłowicz        | Elżbieta Forman, pracownica „Salusa”      | 2020 (seria 3)                 |
| Marek Kalita            | profesor Skibski, patolog                 | 2020 (seria 3)                 |
| Monika Pikuła           | Maria Terpińska                           | 2020 (seria 3)                 |
| Marek Wywioł            | Roman Damec „Koro”, kolega „Bukano”       | 2020 (seria 3)                 |
| Katarzyna Kołeczek      | Patrycja Horwat                           | 2020 (seria 3)                 |
| Sara Piasta             | Aisza Horwat                              | 2020 (seria 3)                 |
| Emma Giegżno            | sekretarka w kancelarii                   | 2020-2021 (serie 3-4)          |
| Nikodem Rozbicki        | Andrzej Zachwatowicz vel Fahad Al-Jassam  | 2020–2021 (serie 3-4)          |
| Jacek Poniedziałek      | mecenas Paweł Messer                      | 2021 (seria 4)                 |
| Cezary Kosiński         | sędzia Tatarek                            | 2021 (seria 4)                 |
| Marta Malikowska        | Nina                                      | 2021 (seria 4)                 |
| Bartłomiej Cabaj        | Wacław                                    | 2021 (seria 4)                 |
| Zbigniew Suszyński      | Lipczyński, ojciec Przemka                | 2021 (seria 4)                 |
| Agata Piotrowska        | Lipczyńska, matka Przemka                 | 2021 (seria 4)                 |
| Adam Ferency            | Tadeusz Tesarewicz                        | 2021–2022 (seria 5)            |
| Witold Dębicki          | ksiądz Mieleszko                          | 2021–2022 (seria 5)            |
| Jan Englert             | prokurator Bauman                         | 2021–2022 (seria 5)            |
| Ewa Wencel              | Łucja Tesarewicz                          | 2021–2022 (seria 5)            |
| Mikołaj Grabowski       | prokurator Skopiński                      | 2021–2022 (seria 5)            |
| Małgorzata Potocka      | Maria Godlewska                           | 2021–2022 (seria 5)            |
| Jędrzej Wielecki        | Tadeusz Tesarewicz '83                    | 2021–2022 (seria 5)            |
| Paweł Kos               | prokurator Bauman '83                     | 2021–2022 (seria 5)            |
| Dawid Ściupidro         | ksiądz Mieleszko '83                      | 2021–2022 (seria 5)            |
| Maciej Zuchowicz        | major Piotr Langer sr '83                 | 2021–2022 (seria 5)            |
| Karolina Bacia          | Maria Godlewska '83                       | 2021–2022 (seria 5)            |
| Wiesław Cichy           | Kazimierz Oryński                         | 2021–2022 (seria 5)            |
| Angelika Kurowska       | stażystka w kancelarii                    | 2021–2022 (seria 5)            |
| Maja Pankiewicz         | policjantka Kasia                         | 2021–2022 (seria 5)            |

## Spis serii
| Seria | Nazwa serii | Odcinki   | Premiera (Player) | Premiera (Player)   | Premiera (Player) | Premiera (Player)             | Emisja telewizyjna (TVN) | Emisja telewizyjna (TVN)           | Emisja telewizyjna (TVN)           | Emisja telewizyjna (TVN) | Emisja telewizyjna (TVN) |
| Seria | Nazwa serii | Odcinki   | Sezon             | Premiera serii      | Finał serii       | Dzień tyg. dodawania odcinków | Sezon                    | Premiera serii                     | Finał serii                        | Pora emisji              | Średnia oglądalność      |
| ----- | ----------- | --------- | ----------------- | ------------------- | ----------------- | ----------------------------- | ------------------------ | ---------------------------------- | ---------------------------------- | ------------------------ | ------------------------ |
| 1.    | Zaginięcie  | 1–7 (7)   | zima 2018/2019    | 26 grudnia 2018     | 6 lutego 2019     | środa                         | wiosna 2019              | 30 marca 2019                      | 4 maja 2019                        | sobota 20.00             | 1 613 273                |
| 2.    | Kasacja     | 8–13 (6)  | jesień 2019       | 15 listopada 2019   | 20 grudnia 2019   | piątek                        | jesień 2020              | 1 września 2020                    | 6 października 2020                | wtorek 21.30             | 1 022 138                |
| 3.    | Rewizja     | 14–20 (7) | jesień 2020       | 6 października 2020 | 10 listopada 2020 | wtorek                        | zima 2021                | 6 stycznia 2021 (tylko 1. odcinek) | 6 stycznia 2021 (tylko 1. odcinek) | środa 21.30              | bd.                      |
| 3.    | Rewizja     | 14–20 (7) | jesień 2020       | 6 października 2020 | 10 listopada 2020 | wtorek                        | wiosna 2021              | 16 lutego 2021                     | 30 marca 2021                      | wtorek 21.30             | 937 276                  |
| 4.    | Inwigilacja | 21–26 (6) | wiosna 2021       | 22 lutego 2021      | 29 marca 2021     | poniedziałek                  | jesień 2021              | 6 września 2021                    | 11 października 2021               | poniedziałek 21.30       | 827 301                  |
| 5.    | Oskarżenie  | 27–32 (6) | jesień 2021       | 30 listopada 2021   | 4 stycznia 2022   | wtorek                        | wiosna 2023              | 27 lutego 2023                     | 3 kwietnia 2023                    | poniedziałek 21.35       | 579 981                  |

## Produkcja i odbiór
Zdjęcia do pierwszego sezonu zatytułowanego „Chyłka. Zaginięcie” rozpoczęły się we wrześniu 2018. Serial kręcony był na Podlasiu i w Warszawie. W styczniu 2020 telewizja TVN zapowiedziała produkcję drugiego sezonu serialu pt. „Chyłka. Kasacja”. Serial kręcono w Warszawie i okolicach. Premierę telewizyjną w TVN początkowo zaplanowano na kwiecień 2020, lecz z powodu pandemii COVID-19 przeniesiono ją na jesień. Zdjęcia do trzeciej serii serialu planowano rozpocząć w lutym 2020, jednak z powodu pandemii termin nagrań przeniesiono na czerwiec. Akcję serialu ponownie osadzono w Warszawie. Jesienią 2020 rozpoczęto prace nad czwartą serią pt. „Chyłka. Inwigilacja”. Serial nakręcono w Warszawie i okolicznych wsiach.
W pierwszym miesiącu dostępności serialu w serwisie Player siedem odcinków pierwszej serii wyświetlono łącznie 2 mln razy (średnio ok. 300 tys. wyświetleń na odcinek). Pierwszy odcinek produkcji na antenie TVN obejrzało 1,99 mln widzów, średnia widownia trzech pierwszych odcinków wyniosła 1,83 mln, a cały sezon śledziło w telewizji średnio 1,61 mln widzów. Pierwszy odcinek drugiego sezonu (nadawanego jesienią 2020) na antenie TVN obejrzało 1,13 mln widzów. Średnia widownia trzech pierwszych odcinków wyniosła 1,03 mln widzów, a cały sezon na antenie TVN śledziło średnio 1,02 mln osób. Emisję pierwszego odcinka trzeciego sezonu pt. „Chyłka. Rewizja” na antenie TVN obejrzało 878 tys. widzów. Średnia widownia trzech pierwszych odcinków wyniosła 938 tys., a całego sezonu – 937 tys. widzów. Pierwszy odcinek przedostatniego sezonu pt. „Chyłka. Inwigilacja” na antenie TVN obejrzało 764 tys. widzów. Średnia widownia pierwszych trzech odcinków wyniosła 826 tys. oglądających. Cały sezon zobaczyło średnio 827 tys. widzów. Łącznie cały serial od 1. sezonu obejrzało 17 mln widzów. Ostatni sezon serialu, który był emitowany na antenie telewizji TVN wiosną 2023, obejrzało średnio 580 tys. widzów.
Wiosną 2021 stacja TVN poinformowała, że trwają prace nad piątym sezonem serialu pt. „Chyłka. Oskarżenie”. W sierpniu 2021 aktorka Magdalena Cielecka zapowiedziała, że piąty sezon serialu będzie ostatnim. Pod koniec tego samego miesiąca stacja potwierdziła te informacje. Nagrania piątej serii rozpoczęły się w połowie września 2021. Zdjęcia zakończyły się 16 listopada o czym poinformowała Magdalena Cielecka. W grudniu 2022 roku stacja TVN zapowiedziała emisję finałowego sezonu na antenie wiosną.
Przed emisją 5. sezonu na platformie, Player zapowiedział powstanie dokumentu o „ogólnopolskim fenomenie Chyłki", który został udostępniony w grudniu. Jego nazwa to: „Chyłka – serialowy fenomen".
Magdalena Cielecka za główną rolę w serialu dwukrotnie została nominowana do Telekamer (w 2019 i 2020). Pierwsze trzy sezony nominowano do Orłów w kategorii Najlepszy filmowy serial fabularny.
W 2021 produkcję udostępniono na platformie streamingowej Walter Presents (dla użytkowników m.in. ze Stanów Zjednoczonych, z Wielkiej Brytanii i z Australii).